# 蘭諾赫湖

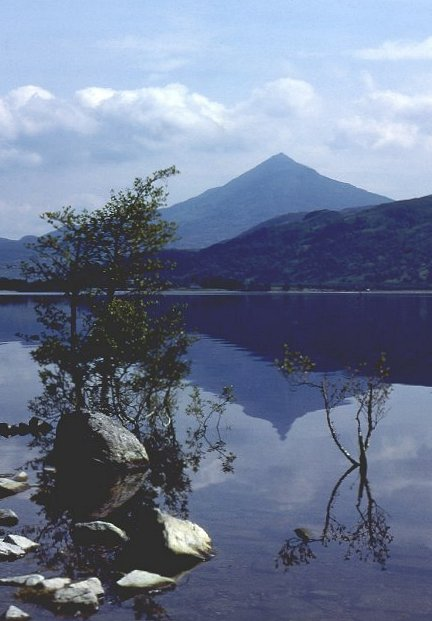
蘭諾赫湖

蘭諾赫湖（Loch Rannoch）是英國蘇格蘭的一個淡水湖，位於伯斯-金羅斯。蘭諾赫湖附近地區遭到了大範圍的森林砍伐和外來種替換。但另一方面，蘭諾赫湖也是一個著名的釣魚和散步休閒區。